# Squirrel Monkey Retrovirus
Squirrel monkey retrovirus (SMRV, deutsch: Totenkopfäffchen-Retrovirus), ist eine Spezies (Art) von Viren aus der Familie der Retroviren (Retroviridae), das 1977 aus einem Totenkopfaffen (engl. Squirrel monkey) der Art Saimiri sciureus isoliert wurde. Es handelt sich um ein endogenes Retrovirus, das zu der Gattung der Betaretroviren gehört. Natürliche Infektionen anderer Wirte sind bisher nicht bekannt, das Virus infiziert jedoch Zelllinien verschiedener anderer Organismen, darunter auch Zellen von Menschen und Hunden. Zu Beginn des Jahres 2007 wurden von zwei kollaborierenden Laboratorien in Deutschland Kontaminationen ihrer Zelllinien mit SMRV beschrieben und an verschiedene Behörden gemeldet, die daraufhin über die Zentrale Kommission für die Biologische Sicherheit die Empfehlung ausgaben, die Zelllinien, die in Laboren in Deutschland verwendet werden, überprüfen zu lassen, was jedoch nach einer Überprüfung der 550 in der Zellbank vorhandenen Zelllinien wieder aufgehoben wurde. In der Methodensammlung der Bund/Länger-AG Gentechnik ist ein real-time PCR-System zum Nachweis von SMRV via Detektion des env- bzw. gag-Gens beschrieben. Aufgrund des relativ breiten Tropismus und der Fähigkeit zur Insertionsmutagenese wird das Virus in die Risikogruppe 2 eingestuft.